# Hrastova mlečnica
Hrastova mlečnica (znanstveno ime Lactarius quietus) je gliva iz rodu mlečnic (Lactarius).

## Značilnosti
Klobuk ima v premeru od 2,5 do 7 cm. V mladosti je izbočen, kasneje gladek z ukrivljenim robom, sčasoma popolnoma razširjen z vdolbino v sredini. Površina klobuka je rdečkasto rjava z lila odtenkom, ko je vlažna, in svetlo cimetaste barve s temnejšo sredino, ko je suha. Je izrazito conast, rahlo lepljiv in ko je razširjen je rob progast in bolj bled.
Lističi so v mladosti belkaste barve, kasneje svetlo rožnato rjavi z rdeče rjavimi pegami. Na bet so ozko prirasli.
Bet je visok od 3 do 5 cm in širok od 5 do 15 mm, valjast, čvrst, površina je gladka, v mladosti svetlo rožnato rjava, kasneje vinsko rjava. 
Meso belkasto, v dnišču beta vijoličasto rjavo. Vonj je vsiljivo aromatičen in neprijeten. Okus je blag, rahlo trpek. 
Mleček je belkast do svetlo smetanast, ko se posuši je svetlo zelenkasto rumen.

## Razširjenost in življenjski prostor
Običajno raste v skupinah in vedno blizu hrastov, v listnatih ali mešanih gozdovih. Je razširjena, vendar ne pogosta vrsta gliv.

## Mikroskopske značilnosti
Trosni odtis je svetlo rumene barve. Trosi so elipsasti z ornamenti, sestavljenimi iz bradavic in grebenov povezanih v skoraj popolno mrežo in visokimi do 1 μm. Trosi merijo 6,1–8,8 x 5,8–7,2 μm.

## Podobne vrste
- rdečerjava mlečnica (Lactarius rufus) ima bel mleček, ki ne spreminja barve in bolj pekoč okus
- vodenasta mlečnica (Lactarius serifluus) ima bel mleček, ki ne spreminja barve in enakomerno obarvan klobuk brez koncentričnih pasov
- sladkasta mlečnica (Lactarius subdulcis) raste pod listavci in nima pekočega mlečka

## Uporabnost
Pogojno užitna. Po dolgem kuhanju izgubi grenak okus.

## Galerija slik
- ilustracija
- klobuki
- mleček mezi iz ranjenih lističev
- trosi